# Crosseyed Heart
Crosseyed Heart (englisch für schielendes Herz) ist das dritte Studioalbum von Rolling-Stones-Gitarrist Keith Richards. Es erschien am 18. September 2015.

## Hintergrund
Keith Richards entschied sich 23 Jahre nach Main Offender, wieder ein Soloalbum herauszubringen. Erneut wurde er von der Band X-Pensive Winos begleitet. Der Schlagzeuger Steve Jordan war im Songwriting involviert.
Crosseyed Heart ist eine Reise durch mehrere Genres: Neben Rock und Blues gibt es Country-, Folk- und Reggae-Einflüsse. Goodnight Irene ist ein Standard aus dem Jahr 1943.
Norah Jones sang mit Richards das Duett Illusion.
Trouble wurde als erste Single am 17. Juli 2015 ausgekoppelt, Heartstopper folgte am 6. November 2015.

## Titelliste
| Nr. | Titel                 | Autor(en)                                  | Länge |
| --- | --------------------- | ------------------------------------------ | ----- |
| 1.  | Crosseyed Heart       | Keith Richards                             | 1:52  |
| 2.  | Heartstopper          | Keith Richards, Steve Jordan               | 3:04  |
| 3.  | Amnesia               | Keith Richards, Steve Jordan               | 3:35  |
| 4.  | Robbed Blind          | Keith Richards                             | 4:00  |
| 5.  | Trouble               | Keith Richards, Steve Jordan               | 4:17  |
| 6.  | Love Overdue          | Gregory Isaacs                             | 3:28  |
| 7.  | Nothing On Me         | Keith Richards, Steve Jordan               | 3:47  |
| 8.  | Suspicious            | Keith Richards                             | 3:42  |
| 9.  | Blues In the Morning  | Keith Richards, Steve Jordan               | 4:25  |
| 10. | Something For Nothing | Keith Richards, Steve Jordan               | 3:28  |
| 11. | Illusion              | Keith Richards, Steve Jordan, Norah Jones  | 3:48  |
| 12. | Just a Gift           | Keith Richards, Steve Jordan               | 4:01  |
| 13. | Goodnight Irene       | Huddie Ledbetter, Alan Lomax               | 5:46  |
| 14. | Substantial Damage    | Keith Richards, Steve Jordan               | 4:21  |
| 15. | Lover’s Plea          | Keith Richards, Steve Jordan, David Porter | 4:23  |

## Besetzung
- Keith Richards – Leadgesang (1–15), Gitarre (1–8, 10–14), Bass (2, 3, 5–10, 14, 15), E-Gitarre (2, 3, 5–12, 14, 15), Piano (2–4, 8–12), Begleitgesang (3, 5, 14, 15), Keyboard (6), Sitar (8), Wurlitzer-Piano (8), Farfisa (8, 11), Tiple (12)

X-Pensive Winos
- Steve Jordan – Schlagzeug (2–15), Begleitgesang (2–7, 9–15), Perkussion (5, 6), Piano (6), Congas (7), Vibraphon (11), Timpani (11), Bläser Arrangement (15)
- Waddy Wachtel – E-Gitarre (2, 5, 8, 10), Gitarre (8), Begleitgesang (8), Slide Guitar (14)
- Ivan Neville – Hammond-Orgel (6), Begleitgesang (6), Wurlitzer-Piano (15)
- Bobby Keys – Saxofon (3, 9)
- Babi Floyd – Begleitgesang (11)
- Sarah Dash – Begleitgesang (14)

sowie
- Clifton Anderson – Posaune (6)
- Kevin Batchelor – Trompete (6)
- Blondie Chaplin – Begleitgesang (11–13, 15)
- Ben Cauley – Trompete (15)
- Pierre DeBeauport – Gitarre (14)
- Bernard Fowler – Begleitgesang (5, 6, 11–13, 15)
- Larry Campbell – Violine (2), Steel Guitar (2, 4), Geige (12)
- Charles Dougherty – Tenor Saxofon (6)
- Jack Hale – Posaune (15)
- Harlem Gospel Choir – Chor (10)
- Charles Hodges – Hammond-Orgel (7, 10, 14), Piano (10)
- Jim Horn – Bariton Saxofon (15)
- Norah Jones – Leadgesang (11)
- Lannie McMillan – Tenor Saxofon (15)
- Aaron Neville – Begleitgesang (7)
- Paul Nowinski – Bass (4), Viola (12)
- Spooner Oldham – Hammond-Orgel (15)
- David Paich – Farfisa (8)
- Pino Palladino – Bass (11)
- Lester Snell – Bläser Arrangement (15)
- Meegan Voss – Begleitgesang (3, 8)

## Rezeption

### Rezensionen
Crosseyed Heart erhielt überwiegend positive Kritiken. Das Album sei ein würdiges, ruhiges Alterswerk. Keith Richards müsse es keinem mehr beweisen. Wegen der vielen gespielten Genres wirke das Album jedoch etwas inkonsistent.

### Charts und Chartplatzierungen
| ChartsChartplatzierungen       | Höchstplatzierung | Wochen |
| ------------------------------ | ----------------- | ------ |
| Deutschland (GfK)              | 3 (13 Wo.)        | 13     |
| Österreich (Ö3)                | 1 (9 Wo.)         | 9      |
| Schweiz (IFPI)                 | 4 (7 Wo.)         | 7      |
| Vereinigtes Königreich (OCC)   | 7 (4 Wo.)         | 4      |
| Vereinigte Staaten (Billboard) | 11 (5 Wo.)        | 5      |